# Клајнбодунген
Клајнбодунген (њем. Kleinbodungen) општина је у њемачкој савезној држави Тирингија. Једно је од 32 општинска средишта округа Нордхаузен. Према процјени из 2010. у општини је живјело 399 становника. Посједује регионалну шифру (AGS) 16062025.

## Географски и демографски подаци
Клајнбодунген се налази у савезној држави Тирингија у округу Нордхаузен. Општина се налази на надморској висини од 248 метара. Површина општине износи 5,2 km². У самом мјесту је, према процјени из 2010. године, живјело 399 становника. Просјечна густина становништва износи 76 становника/km².

## Међународна сарадња
| Мјесто | Држава    | Врста сарадње | Од    |
| ------ | --------- | ------------- | ----- |
|        | Француска | партнерство   | 1968. |
| Извор  |           |               |       |